# Juan Ignacio Chela
Juan Ignacio Chela (Buenos Aires, 30 agosto 1979) è un allenatore di tennis ed ex tennista argentino, professionista dal 1998 al 2012.
Destro, ha nel rovescio bimane il suo colpo migliore.

## Carriera
Tennista amante della terra battuta, vince su questa superficie tutti e sei i titoli in singolare. Ha raggiunto il suo miglior ranking in classifica nel 2004, con la quindicesima posizione mondiale.
Nel 2001 viene sospeso per tre mesi dal circuito ATP dopo risultato positivo ad un controllo antidoping. Il 3 dicembre 2012 annuncia il suo ritiro dalla carriera agonistica.

## Statistiche

### Singolare

#### Vittorie (6)
| Legenda                   |
| Grande Slam (0)           |
| ATP World Tour Finals (0) |
| ATP Masters 1000 (0)      |
| ATP World Tour 500 (2)    |
| ATP World Tour 250 (4)    |

| Numero | Data              | Torneo                                         | Superficie  | Avversario in finale | Punteggio        |
| 1.     | 21 febbraio 2000  | Abierto Mexicano Telcel, Città del Messico (1) | Terra rossa | Mariano Puerta       | 6-4, 7-6(4)      |
| 2.     | 15 luglio 2002    | Dutch Open, Amersfoort                         | Terra rossa | Albert Costa         | 6-1, 7-6(4)      |
| 3.     | 12 aprile 2004    | Estoril Open Estoril                           | Terra rossa | Marat Safin          | 6(2)-7, 6-3, 6-3 |
| 4.     | 26 febbraio 2007  | Abierto Mexicano Telcel, Acapulco (2)          | Terra rossa | Carlos Moyá          | 6-3, 7-6(2)      |
| 5.     | 11 aprile 2010    | U.S. Men's Clay Court Championships, Houston   | Terra rossa | Sam Querrey          | 5-7, 6-4, 6-3    |
| 6.     | 26 settembre 2010 | BCR Open Romania, Bucarest                     | Terra rossa | Pablo Andújar        | 7-5, 6-1         |

#### Finali perse (6)
| Numero | Data             | Torneo                                         | Superficie  | Avversario in finale | Punteggio      |
| 1.     | 28 gennaio 2001  | Bancolombia Open, Bogotà                       | Terra rossa | Fernando Vicente     | 4-6 6(6)-7     |
| 2.     | 7 gennaio 2002   | Medibank International, Sydney                 | Cemento     | Roger Federer        | 3-6 3-6        |
| 3.     | 19 agosto 2002   | Pilot Pen Tennis, Long Island                  | Cemento     | Paradorn Srichaphan  | 7-5 2-6 2-6    |
| 4.     | 27 febbraio 2006 | Abierto Mexicano Telcel, Acapulco              | Terra rossa | Luis Horna           | 6(5)-7 4-6     |
| 5.     | 24 luglio 2006   | Interwetten Austrian Open Kitzbühel, Kitzbühel | Terra rossa | Agustín Calleri      | 6(9)-7 2-6 3-6 |
| 6.     | 20 febbraio 2011 | Copa Claro, Buenos Aires                       | Terra rossa | Nicolás Almagro      | 3-6 6-3 4-6    |

### Doppio

#### Vittorie (3)
| Numero | Data              | Torneo                      | Superficie  | Compagno      | Avversari in finale                | Punteggio         |
| 1.     | 9 febbraio 2004   | Movistar Open, Viña del Mar | Terra rossa | Gastón Gaudio | Nicolás Lapentti Martín Rodríguez  | 7-6(2), 7-6(3)    |
| 2.     | 12 aprile 2004    | Estoril Open, Estoril       | Terra rossa | Gastón Gaudio | František Čermák Leoš Friedl       | 6-2, 6-1          |
| 3.     | 26 settembre 2010 | BCR Open Romania, Bucarest  | Terra rossa | Łukasz Kubot  | Marcel Granollers Santiago Ventura | 6-2, 5-7, [13-11] |

#### Finali perse (2)
| Numero | Data           | Torneo                            | Superficie  | Compagno      | Avversari in finale          | Punteggio |
| 1.     | 1º marzo 2004  | Abierto Mexicano Telcel, Acapulco | Terra rossa | Nicolás Massú | Bob Bryan Mike Bryan         | 2-6 3-6   |
| 2.     | 25 aprile 2005 | Estoril Open, Estoril             | Terra rossa | Tommy Robredo | František Čermák Leoš Friedl | 3-6 4-6   |